# Liste der belgischen Botschafter in Costa Rica
Der in San José (Costa Rica) akkreditierte Botschafter residierte bis 1970 in Guatemala-Stadt.
| Ernennung Akkreditierung | Name                            | Bemerkungen | ernannt während der Regierung von | akkreditiert während der Regierung von | Posten verlassen |
| ------------------------ | ------------------------------- | --- | --------------------------------- | -------------------------------------- | ---------------- |
| 26. Juli 1858            | Auguste T'Kint de Boodenbeke    | Ministre plénipotentiaire | Charles Rogier                    | Juan Rafael Mora Porras                |                  |
| Mai 1893                 | Augusto Halewyck                | Geschäftsträger | Auguste Beernaert                 | José Joaquín Rodríguez Zeledón         | 1897             |
| 1897                     | J. Duckerst                     | Geschäftsträger | Paul de Smet de Naeyer            | Rafael Yglesias Castro                 | 1899             |
| 29. Nov. 1899            | José Wolters                    | Geschäftsträger | Jules Vandenpeereboom             | Rafael Yglesias Castro                 | 1903             |
| 1903                     | Eduard Pollet                   | Geschäftsträger | Paul de Smet de Naeyer            | Ascensión Esquivel Ibarra              | 1910             |
| 1910                     | Héctor Henin                    | Minister Resident († Anfang 1919 in Guatemala-Stadt) | Frans Schollaert                  | Ricardo Jiménez Oreamuno               | 1919             |
| 29. Dez. 1932            | Alphonse van Biervliet          | Ministre Plenipotentiaire, davor Belgischer General-Konsul in Nairobi | Charles de Broqueville            | Ricardo Jiménez Oreamuno               | 1940             |
| 1947                     | Ferdinand Gobert                | | Paul-Henri Spaak                  | Teodoro Picado Michalski               | 1953             |
| 1953                     | Jean Verbriggen                 | | Jean Van Houtte                   | José Figueres Ferrer                   | 1956             |
| 1956                     | Jean Caveliér                   | | Achille Van Acker                 | José Figueres Ferrer                   | 1960             |
| 1958                     | Fréderic de Borchgrave d’Altena | Gesandter in San José (Costa Rica) | Gaston Eyskens                    | Mario Echandi Jiménez                  | 1962             |
| 1960                     | Ferdinand Buckens               | | Gaston Eyskens                    | Mario Echandi Jiménez                  | 1964             |
| 1964                     | Raoul Dooreman                  | (* 21. Februar 1915) | Théo Lefèvre                      | Francisco José Orlich Bolmarcich       | 1967             |
| 1970                     | Víctor-Clément Nijs             | Sitz San José (Costa Rica) (* 1924 in Tessenderlo) | Gaston Eyskens                    | José Figueres Ferrer                   | 1973             |
| 1973                     | George Tilkin                   | Sitz San José (Costa Rica) | Edmond Leburton                   | José Figueres Ferrer                   | 1978             |
| 1978                     | Christian de Saint-Hubert       | Sitz San José (Costa Rica) | Paul Vanden Boeynants             | Rodrigo Carazo Odio                    | 1983             |
| 1983                     | Robert Pangaert d’Opdorp        | Sitz San José (Costa Rica) | Wilfried Martens                  | Luis Alberto Monge Álvarez             | 1987             |
| 1987                     | Marcel Vagenhende               | Sitz San José (Costa Rica) | Wilfried Martens                  | Óscar Arias Sánchez                    | 1990             |
| 1990                     | Frans M. J. Hintjens            | Sitz San José (Costa Rica) | Wilfried Martens                  | Rafael Ángel Calderón Fournier         | 1993             |
| 1993                     | Paul A. C. Taverniers           | Sitz San José (Costa Rica) | Jean-Luc Dehaene                  | Rafael Ángel Calderón Fournier         | 1995             |
| 1995                     | Willy J. Stevens                | Sitz San José (Costa Rica) | Jean-Luc Dehaene                  | José María Figueres Olsen              | 1998             |
| 1990                     | Michel Delfosse                 | Sitz San José (Costa Rica) | Wilfried Martens                  | Rafael Ángel Calderón Fournier         | 2000             |
| 2000                     | Godelieve Vandenbergh           | Sitz San José (Costa Rica) Geschäftsträger: Arnout Pauwels | Guy Verhofstadt                   | Miguel Angel Rodríguez Echeverría      | 2001             |
| 2002                     | Robert Vanreusel                | Sitz San José (Costa Rica) | Guy Verhofstadt                   | Abel Pacheco                           | 2005             |
| 2005                     | Olivier Gillès de Pelichy       | Sitz San José (Costa Rica) concurrente ante El Salvador, Honduras, Guatemala, Nicaragua y Panamá, Olivier Gilles de Pelichy has been appointed Ambassador of Belgium to Bangladesh | Guy Verhofstadt                   | Abel Pacheco                           | 2009             |
| 2009                     | Koen Lenaerts                   | Sitz Panama-Stadt | Herman Van Rompuy                 | Óscar Arias Sánchez                    |                  |